# Châtillon (departamento del Jura)
Châtillon es una comuna y población de Francia, en la región de Franco Condado, departamento de Jura, en el distrito de Lons-le-Saunier y cantón de Conliège.
Su población en el censo de 1999 era de 127 habitantes.
Está integrada en la Communauté de communes du Pays des Lacs.

## Demografía
| 240 | 209 | 174 | 133 | 128 | 127 |
| Para los censos de 1962 a 1999 la población legal corresponde a la población sin duplicidades (Fuente: INSEE [Consultar]) |     |     |     |     |     |